# Motohiro Yamaguchi
Motohiro Yamaguchi (山口 素弘, Yamaguchi Motohiro, Takasaki, 29 januari 1969) is een Japans voormalig voetballer die als middenvelder speelde.

## Carrière
Motohiro Yamaguchi speelde tussen 1991 en 2007 voor Yokohama Flügels, Nagoya Grampus Eight, Albirex Niigata en Yokohama FC.

## Japans voetbalelftal
Motohiro Yamaguchi debuteerde in 1995 in het Japans nationaal elftal en speelde 58 interlands, waarin hij 4 keer scoorde.

## Statistieken
| Japans voetbalelftal | Japans voetbalelftal | Japans voetbalelftal |
| Jaar                 | Wed.                 | Dlp.                 |
| -------------------- | -------------------- | -------------------- |
| 1995                 | 14                   | 1                    |
| 1996                 | 13                   | 2                    |
| 1997                 | 22                   | 1                    |
| 1998                 | 9                    | 0                    |
| Totaal               | 58                   | 4                    |